# باغبانی فوت مربع

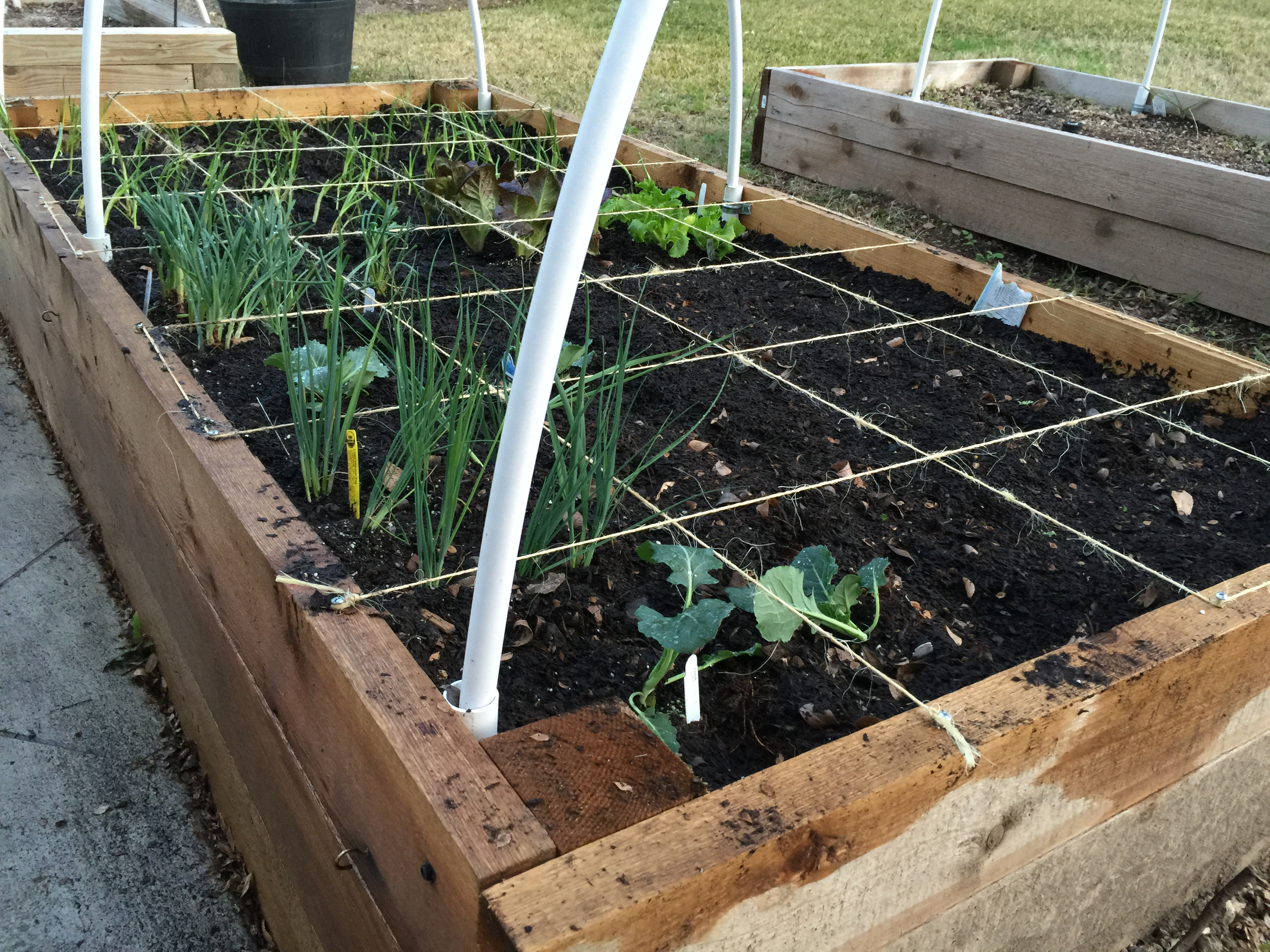
باغچه فوت مربع در تخت بلند

باغبانی فوت مربعی (به انگلیسی: Square foot gardening)، عمل تقسیم منطقه رشد به بخش‌های مربعی کوچک، معمولاً ۱ فوت (۳۰ سانتیمتر) در یک طرف است، از این رو بدین نام آشناست. هدف آن کمک به برنامه‌ریزی و ایجاد یک باغ سبزی کوچک اما انبوه کاشته شده‌است. این کار سبب ساخت یک سیستم باغبانی ساده و منظم می‌شود که جذابیت زیادی به آن می‌دهد. مل بارتولومیو در سال ۱۹۸۱ در کتاب خود با همین نام اصطلاح «باغبانی فوت مربع» را ابداع کرد.

یک «باغ مربع فوت مربع» ۱۶-واحدی ۴×۴.